# 헤더 안젤

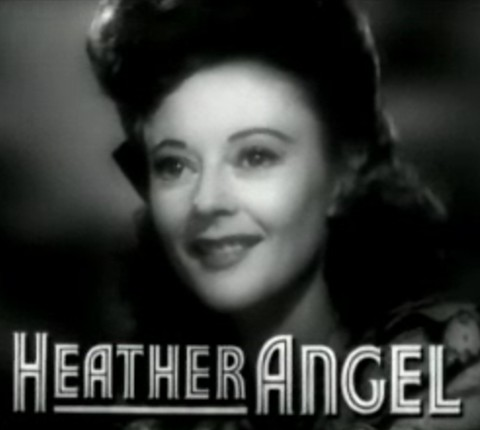

헤더 안젤(Heather Angel, 1909년 2월 9일 ~ 1986년 12월 13일)는 영국의 배우, 텔레비전 배우, 연극 배우, 영화배우, 성우이다.
옥스퍼드에서 태어났으며 샌타바버라에서 사망하였다. 사인은 암이다.

## 영화
- 털보 가족 (1966년)
- 페이튼 플레이스 - TV 시리즈 (1964년)
- 중단된 매장 (1962년)
- 피터 팬 (1953년) - Mrs. 달링 목소리 역
- 이상한 나라의 앨리스 (1951년)
- 인 더 민타임, 다링 (1944년)
- 구명 보트 (1944년)
- 불멸의 몬스터 (1942년)
- 해밀턴 부인 (1941년)
- 서스피션 (1941년)
- 오만과 편견 (1940년) - 키티 베넷 역
- 키티 포일 (1940년)
- 조로 - 볼드 카발레로 (1936년)
- 모히칸 족의 최후 (1936년)
- 밀고자 (1935년)
- 버클리 스퀘어 (1933년)
- 순례여행 (1933년)